# Stylidium junceum
Stylidium junceum är en tvåhjärtbladig växtart. Stylidium junceum ingår i släktet Stylidium och familjen Stylidiaceae.

## Underarter
Arten delas in i följande underarter:
- S. j. brevius
- S. j. junceum

## Bildgalleri

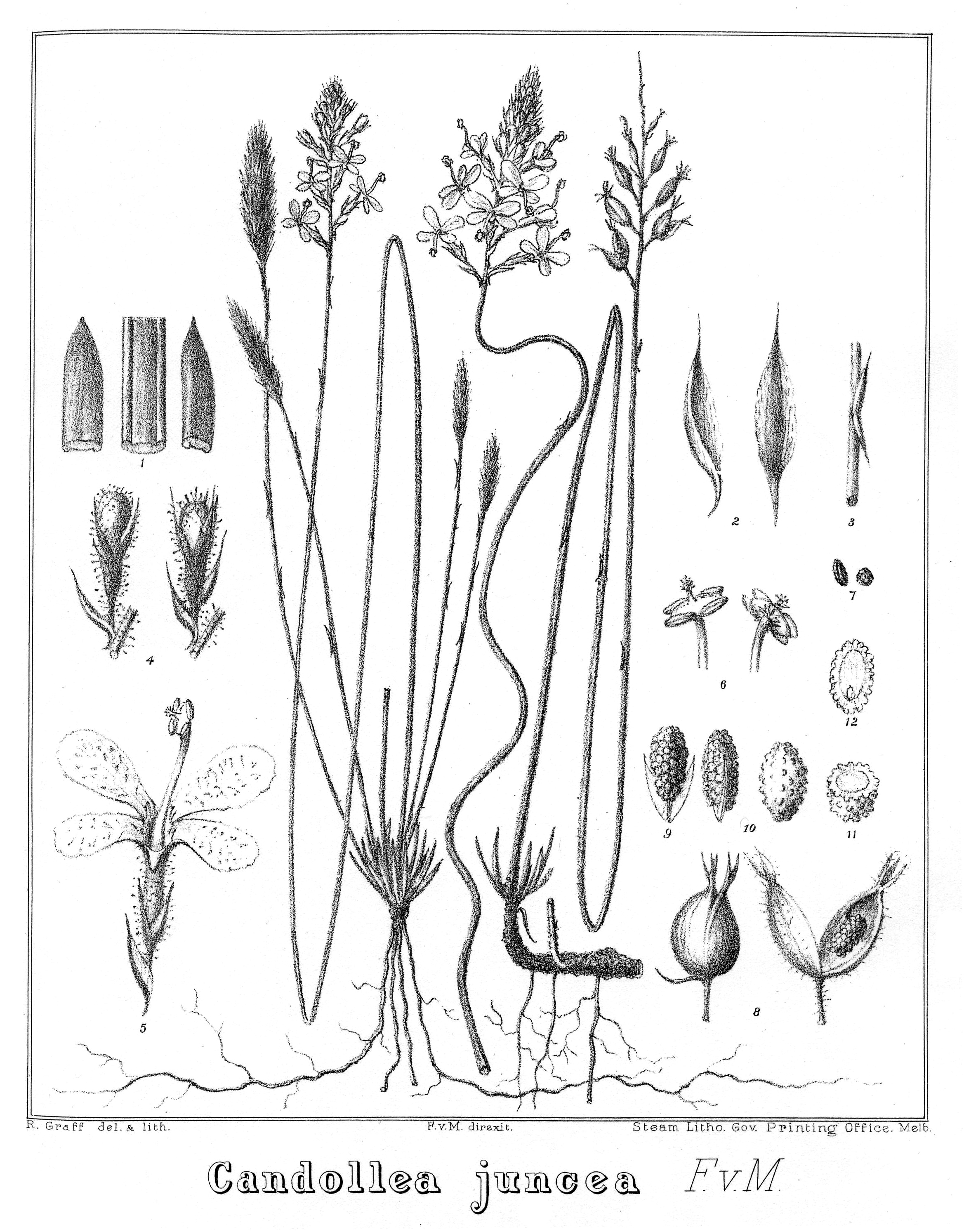
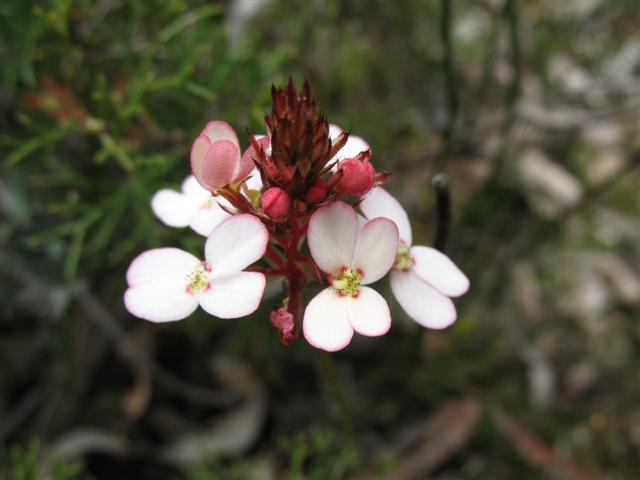